# Billbergia dasilvae
Espèce
Classification phylogénétique
Billbergia dasilvae est une espèce de plantes de la famille des Bromeliaceae, endémique du Brésil.

## Distribution
L'espèce est endémique de l'État de Rondônia à l'ouest du Brésil.

## Description
L'espèce est épiphyte.